# Georg Paczulla
Georg Paczulla (* 2. Januar 1927 in Carmerau; † 4. August 1971) war ein deutscher SED-Funktionär und Funktionär der FDJ.

## Leben
Nach dem Schulbesuch absolvierte der Arbeitersohn Paczulla eine kaufmännische Lehre. Am 29. Januar 1944 beantragte er die Aufnahme in die NSDAP und wurde zum 20. April desselben Jahres aufgenommen (Mitgliedsnummer 9.796.839). 1944 nahm er am Zweiten Weltkrieg teil und geriet in sowjetische Kriegsgefangenschaft.
Nach seiner Rückkehr wurde er Mitglied der SED und trat in die FDJ ein. Von 1953 bis 1960 war er Erster Sekretär der FDJ-Bezirksleitung Schwerin, von 1959 bis 1963 war er Mitglied im Zentralrat der FDJ. Ab 1953 gehörte er als Mitglied auch der SED-Bezirksleitung Schwerin an. Er besuchte die SED-Parteihochschule mit dem Abschluss als Diplom-Gesellschaftswissenschaftler. Von 1962 bis 1971 wirkte er als Abteilungsleiter in der SED-Bezirksleitung Schwerin, zuständig für Parteiorgane. Von 1954 bis 1963 war er darüber hinaus Abgeordneter des Bezirkstages Schwerin.
Paczulla wurde mit der Verdienstmedaille der DDR ausgezeichnet.